# Lubomír Šlapeta
Lubomír Šlapeta (* 9. Dezember 1908 in Mistek, Mähren; † 11. April 1983 in Olmütz, Tschechoslowakei) war ein tschechoslowakischer Architekt. Er war Schüler und zeitweise Assistent von Hans Scharoun und somit an bekannten Bauten (wie zum Beispiel der Staatsbibliothek Potsdamer Straße in Berlin) beteiligt.

## Leben und Wirken
Mit seinem Zwillingsbruder Čestmír besuchte Lubomír Šlapeta von 1914 bis 1918 die Grundschule und von 1918 bis 1923 das Realgymnasium in Mistek. Die Brüder beendeten ihre Gymnasialzeit jedoch vorzeitig und wechselten 1923 an die Berufsschule für Architektur (Odbornou školu stavitelskou) in Brünn. Nach seinem Examen 1927 wurde Lubomír Šlapeta auf Empfehlung seines Lehrers Jaroslav Syřiště im Juli 1927 in der Brünner Niederlassung der Baufirma N. Nekvasil angestellt. Šlapeta wurde sehr bald nach Třinec (deutsch: Trzynietz) versetzt, wo er an der Planung von Industriegebäuden für die Trzynietzer Eisenhüttenwerke (Třinecke Železárny) beteiligt war. Dort traf er Alfred Jurnečka, der ihm eine Arbeitsstelle in seinem Ingenieurbüro in Mährisch Ostrau anbot, die er aber nur einen Monat lang wahrnahm.
Den Sommer 1928 über arbeitete er im Prager Architekturbüro von Milan Babuška. Vom deutschen Architekten Herbert Sprotte erfuhr er von der Staatlichen Akademie für Kunst und Kunstgewerbe in Breslau und den dort lehrenden Hans Scharoun und Adolf Rading und bewarb sich umgehend mit den wenigen Zeichnungen, die er vorweisen konnte. Am 6. September 1928 erhielt er den Aufnahmebescheid und am 15. Oktober desselben Jahres begann er das Studium. Kurz darauf folgte ihm Čestmír. 1929 wurden die Brüder zunächst Assistenten und später Mitarbeiter ihrer Professoren. Sie wirkten zum Beispiel an Scharouns Kollektivhaus-Entwurf für die 1929 in Breslau stattgefundene „Wohnung-und-Werkraum-Ausstellung“ (WuWA) mit. Zukunftsweisend war ihre Beteiligung an Scharouns Plänen für die Errichtung der Arbeitersiedlung Siemensstadt in Berlin. Die Arbeit in Scharouns Atelier in Berlin lenkte die Brüder Šlapeta schließlich völlig von ihrem Studium in Breslau ab.
Gerade erst zurückgekehrt in die Tschechoslowakische Republik, brachen sie 1930 zu einer Studienreise auf, zunächst nach Paris und dann in die USA. Auf Scharouns Empfehlung hin bildeten sie sich in New York weiter, zum Beispiel besuchten sie das Studio des Konstrukteurs utopischer aerodynamischer Verkehrsmittel Norman Bel Geddes. Dieser beauftragte Lubomír Šlapeta im Dezember 1930 mit der Teilnahme an einem Wettbewerb für ein Volkstheater im sowjetischen Charkhow, was eine gute Übung für kommende Theaterprojekte war. Šlapeta machte auch Bekanntschaft mit den amerikanischen Architekten Frank Lloyd Wright, Joseph Urban, Richard Neutra und Philip Johnson. Ferner studierte er zusammen mit seinem Bruder sowohl die baulichen Eigenschaften der New Yorker Wolkenkratzer (allen voran des Empire State Buildings), über die er später in Fachzeitschriften und Tageszeitungen berichtete, als auch die Typologie angelsächsischer Privathäuser. Aufgrund der akuten Wirtschaftskrise gelang es dem Brüderpaar nicht, sich dauerhafte Arbeitsplätze zu sichern, weshalb sie sich 1931 auf eine Schiffspassage via Afrika und Italien zurück in die Heimat begaben.
Nach ihrer Ankunft beschlossen die Brüder, ein eigenes Architekturbüro zu gründen. Sie richteten es in Prag ein, wo die Wirtschaftslage nicht minder unter der globalen Krise litt. Daher eröffneten sie zusätzlich im August 1931 in Ostrau eine Zweigstelle. Da sie mit der Lokalität und ihren Bewohnern vertraut waren, gelang es ihnen, Aufträge für Entwürfe von Familienhäusern zu erhalten. Mit den so erzielten Einnahmen finanzierten sie das erfolglose Prager Büro, das sie aber erst 1933 schlossen, in dessen Folge Lubomír zu seinem Bruder nach Ostrau zog. Dort arbeiteten sie bis 1936 weitere drei Jahre zusammen, die nur von zeitweiligen Arbeitsaufenthalten Lubomírs bei Hans Scharoun in Berlin unterbrochen waren.
In dem Jahr, in dem Čestmír heiratete, zog Lubomír nach Olmütz. Er selbst ehelichte ein Jahr später, im Juni 1937, Ludmilla. Damit ging eine Trennung ihrer Lebenswege einher, die nur manchmal noch zusammenliefen. Ab Ende der 1930er Jahre erweiterte Lubomír Šlapeta sein bisher vornehmlich auf Familienhäuser ausgerichtetes Arbeitsfeld um die ihn mehr herausfordernden Konzeptionen kultureller Einrichtungen, insbesondere von Theatern und Bürgerzentren.
1946, nach dem Ende des Zweiten Weltkriegs, war er neben František Viktor Mokrý, Jan Zrzavý, Josef Vinecký und dem dann ersten Direktor Josef Vydra einer der Gründer der Kunstfakultät der wiedereröffneten Palacký-Universität in Olmütz, wo er auch Vorlesungen über Baugeschichte und Wohnkultur hielt. Kurz nach der kommunistischen Machtübernahme wurde er 1949 gezwungen, die Universität zu verlassen. Aufgrund vieler staatlicher Neueinrichtungen im Bauwesen fand er leicht neue Anstellungen. Er arbeitete in den Großprojektierungsunternehmen Stavoprojekt in Olmütz und in Bratislava, der Konstruktions- und Designgesellschaft Hutní projekt Ostrava in Ostrau, dem ebenfalls in Ostrau angesiedelten metallurgischen und technischen Werkkomplex Nová huť Klementa Gottwalda (NHKG) Ostrava oder dem Forschungsinstitut Výzkumný ústav zelinářský in Olmütz.
Von 1956 bis 1958 arbeitete er wieder als unabhängiger Architekt. Wegen seiner kritischen Haltung den kommunistischen Machthabern gegenüber wurde er 1958 aus dem Tschechischen Architektenverband ausgeschlossen, was der freien Betätigung einen Riegel vorschob. In den Jahren 1959 bis 1966 war er bei der Staatlichen Handelsgesellschaft in Ostrau und Olmütz beschäftigt. Im Herbst 1963 durfte er kurz in die Bundesrepublik Deutschland reisen, wo er nach mehr als 25 Jahren wieder mit Hans Scharoun zusammentraf. 1966 konnte er längerfristig, nämlich bis 1969, Scharoun assistieren. Die Projekte, die anstanden, waren das VW-Theater in Wolfsburg (das heute nach Scharoun benannt ist), die Staatsbibliothek in West-Berlin und die Deutsche Botschaft in Brasilien. Während seines Berlin-Aufenthaltes begann er auch mit den Vorbereitungen für das Meisterwerk seiner Spätzeit, der Neuen St.-Nikolaus-Kirche in Tichá bei Frenštát pod Radhoštěm – einer regelrechten Ausnahme bezüglich der Genehmigungspraxis sakraler Neubauten in der kommunistischen Ära. Nach seiner Rückkehr übernahm er kleine Aufträge für Wochenend- und Einfamilienhäuser und konzentrierte den größten Teil seiner kreativen Energie auf Modifizierungen an Kirchen gemäß der vom Zweiten Vatikanischen Konzil eingeleiteten Liturgiereform.
Lubomír Šlapeta starb am 11. April 1983 in Olmütz. Sein umfangreiches Schaffen dokumentieren die vielen realisierten Wohnhäuser und Villen, außerdem diverse Theater, Kinos, Mehrzweckgebäude, Ladenlokale, Krankenhäuser, Hotels und kirchliche Funktionsbauten nebst Kirchenraum-Umbauten. Diese befinden sich hauptsächlich auf mährischem Gebiet. Sein Sohn Vladimír Šlapeta wurde ebenfalls Architekt.
Im Jahr 1990 wurde Lubomír Šlapeta vom Rektor der Palacký-Universität in Olmütz, Josef Jarab, und im selben Jahr vom Rehabilitationsausschuss der Architektenkammer rehabilitiert.

## Bauten (Auswahl)
- 1933–1934: Villa Kremer in Hultschin
- 1934: Chirurgie-Gebäude des Städtischen Krankenhauses, Ostrau (mit Čestmír Šlapeta)
- 1935: Deutsches Theater, Brünn (mit Čestmír Šlapeta)
- 1935: Universitätskomplex, Brünn
- 1936: Nationaltheater, Brünn
- 1938: Kulturzentrum, Ostrau (mit Čestmír Šlapeta und Arnošt Hošek)
- 1938: Polizeipräsidium, Olmütz
- 1938: Zentralbank der tschechoslowakischen Sparkasse, Ostrau (mit Čestmír Šlapeta)
- 1939 Öffentliche Badeanstalt, Olmütz (mit Bohuslav Fuchs)
- 1941: Bürgerzentrum mit Wohneinheiten, Ostrau (mit Čestmír Šlapeta)
- 1942–1944: Werkzeugfabrik J. Studenik & Co (heute: Pilana), Hullein
- 1944–1945, 1952: Mährisch-slowakisches Theater, Ungarisch Hradisch
- 1946: Kulturzentrum mit Theater, Freiwaldau
- 1946: Bahnhof, Jägerndorf
- 1947: Sportzentrum der Palacký-Universität, Žádlovice
- 1948: Bürgerzentrum mit Theater, Tschechisch-Teschen
- 1948: Staatliche Meisterschule für Ingenieurwesen (heute: Sekundarschule für Maschinenbau), Proßnitz in Mähren
- 1948–1949: „Zákřovský Žalov“, Denkmal für die Opfer einer nationalsozialistischen Gräueltat, Kianitz (mit dem Bildhauer Vladimír Navrátil; 1955 erneute Zusammenarbeit mit Navrátil bei einem nicht realisierten Entwurf für ein Kriegsdenkmal in Mährisch Weißkirchen)
- 1948–1953: Hotel Imperial, Ostrau (mit Čestmír Šlapeta und Zdeněk Alexa)
- 1950: Konzert- und Vortragshalle, Sillein
- 1950: „Severočeské divadlo, Liberec“ (= Nordböhmisches Theater Reichenberg), Reichenberg
- 1954–1955: Kulturzentrum, Liptau-Sankt-Nikolaus
- 1955: Freilichtbühne, Olmütz
- 1955–1956: „Přírodní lázeňské divadlo Jeseník“ und „Přírodní lázeňské divadlo Piešťany“ (= Freiluft-Kurtheater Freiwaldau bzw. Pistian), Freiwaldau/Pistian
- 1960–1961: Kinobauten mit 380 bzw. 550 Plätzen
- 1962: Konzerthalle der Staatlichen Philharmonie, Brünn (mit Čestmír Šlapeta)
- 1967–1976: Neue St.-Nikolaus-Kirche, Tichá bei Frenštát pod Radhoštěm
- 1972–1973: Feuerwehrhaus mit Dienstwohnung, Chorin
- 1976–1979: Wissenschaftliche Bibliothek in Olmütz, Olmütz